# Осиче (Старо Нагоричане)
Осиче (мкд. Осиче) је насеље у Северној Македонији, у североисточном делу државе. Осиче припада општини Старо Нагоричане.

## Географија
Осиче је смештено у североисточном делу Северне Македоније. Од најближег града, Куманова, село је удаљено 30 km источно.
Село Осиче се налази у историјској области Средорек, на југозападним висовима Германске планине, на око 840 метара надморске висине.
Месна клима је планинска због знатне надморске висине.

## Становништво
Осиче је према последњем попису из 2002. године имало 5 становника.
Огромна већина становништва у насељу су етнички Македонци (100%).
Претежна вероисповест месног становништва је православље.

## Личности
- Дитко Алексић